# الأطفال في البحوث السريرية
في مجال الرعاية الصحية، تُعرف التجربة السريرية بأنها دراسة مقارنة تُجرى لاختبار دواء أو علاج طبي معين (مثل جهاز طبي) مقارنةً دواء وهمي (مماثل ولكنه غير نشط)، أو أدوية أو أجهزة أخرى، أو العلاج الطبي التقليدي للحالة المرضية. ولضمان التزام الباحثين بالأخلاقيات، يجب عليهم الحصول على موافقة كاملة وطوعية من الأشخاص المشاركين في الدراسة. وفي حال عدم قدرة الشخص على تقديم الموافقة بنفسه، يمكن للباحثين الحصول على الموافقة من الممثل القانوني المعتمد. بالنسبة للطفل القاصر، يكون الممثل القانوني عادةً أحد الوالدين أو الوصي، حيث لا يُسمح قانونيًا لمن هم دون سن 18 عامًا بالموافقة على المشاركة في التجارب السريرية.

## المعايير الدولية
وفقًا للمؤتمر الدولي لتوحيد المتطلبات الفنية لتسجيل الأدوية للاستخدام البشري ، تتم مراجعة جميع التجارب التي تنطوي على علاجات طبية غير معتمدة من حيث الأخلاقيات قبل بدء الدراسة. وتسمى هذه المجموعات المعتمدة عادة بمجالس المراجعة المؤسسية (IRB) في الولايات المتحدة، وفي أوروبا تسمى عادة باللجان الأخلاقية المستقلة (IEC). ستقوم لجنة المراجعة المؤسسية أو اللجنة الاستشارية الدولية بمراجعة ليس فقط بروتوكول التجربة ولكن أيضًا الطريقة التي يتم بها تجنيد المشاركين ونماذج الموافقة التي يوقعون عليها. وتقوم هذه المجموعات أيضًا بفحص الحوافز المقدمة للمشاركة في التجربة للتأكد من أنها ليست قسرية.
يتطلب إعلان هلسنكي الصادر عن الجمعية الطبية العالمية من الباحثين إيلاء اهتمام خاص للموافقة التي تشمل فئات سكانية معرضة للخطر والتي تواجه حواجز أمام الموافقة المستنيرة. وتشمل هذه المجموعات القاصرين والسجناء والمصابين بأمراض عقلية.

## في الولايات المتحدة
تتطلب لوائح إدارة الغذاء والدواء الأمريكية (FDA) ومكتب حماية الأبحاث البشرية من لجنة المراجعة المؤسسية اتخاذ قرارات محددة بموجب "الجزء الفرعي D" فيما يتعلق بالأطفال. للموافقة على التجربة يجب أن تتوفر فيها جميع الشروط التالية:
- يجب ألا تتضمن التجربة أكثر من زيادة طفيفة على الحد الأدنى من المخاطر.
- ويجب أن تكون العلاجات مناسبة للحالة أو الرعاية الطبية التي كان من المفترض أن يتلقاها الطفل.
- يجب أن يؤدي العلاج إلى تقديم "معرفة قابلة للتعميم" حول الحالة المحددة التي تعتبر حيوية للفهم أو العلاج.

إذا لم يتم استيفاء جميع هذه المعايير، فيجب على مفوض إدارة الغذاء والدواء أو وزير الصحة والخدمات الإنسانية بعد ذلك استشارة الخبراء المناسبين ويمكنه الموافقة على التجربة إذا كان كلا الأمرين:
- تعتبر الدراسة فرصة معقولة لتعزيز الفهم أو الوقاية أو التخفيف من مشكلة خطيرة تؤثر على الأطفال على وجه التحديد.
- يتم استخدام "المبادئ الأخلاقية السليمة"

في كلتا الحالتين، لا بد من اتخاذ "تدابير كافية" للسماح للطفل بالقرار بشأن ما إذا كان يريد المشاركة في المحاكمة. يجب على لجنة المراجعة المؤسسية التأكد من أن عملية الموافقة مناسبة للأطفال. لا يحق للطفل قانونًا إعطاء موافقة مستنيرة ولكن يجب منحه الفرصة للرفض. يوافق أحد الوالدين أو الوصي قانونيًا على مشاركة الطفل. وتوجد ضمانات إضافية لـ"أقسام الدولة" مثل الأيتام.

## المخاوف الأخلاقية
نظرًا لأن الآباء غالبًا ما يتلقون تعويضات مقابل مشاركة أطفالهم في الأبحاث، فهناك مخاوف من أن تكون المدفوعات التي يتلقونها قسرية وتؤدي بهم إلى المشاركة في تجارب لا تخدم مصلحة أطفالهم. ومن المتوقع أن تقوم لجنة المراجعة المؤسسية أو لجنة التعليم والتعلم المستقلة بتقييم عملية الموافقة والقبول لضمان عدم إجبار الأطفال على المشاركة. ومن المتوقع منهم أيضًا تقييم التعويضات المقدمة للتأكد من عدم إكراه المشاركين على الإغراء المتمثل في الدفع.
إن أحد المصادر المثيرة للقلق بشكل خاص هو أخلاقيات تسجيل الأطفال في التجارب السريرية التي تهدف إلى دراسة الأدوية والعلاجات المسكنة الجديدة: يزعم بعض الباحثين أنه لا ينبغي إعطاء الأطفال دواءً وهميًا فقط عند تعرضهم للألم أثناء مثل هذه التجارب.

## مشاكل ممارسة الطب
بسبب بعض المشاكل، فإن العديد من الأدوية المستخدمة في الأطفال لم تتم دراستها رسميًا على الأطفال أبدًا. تعمل العديد من الأدوية بشكل مختلف عند الأطفال. متلازمة راي، على سبيل المثال، هي إحدى المضاعفات المميتة المحتملة لعلاج الأسبرين عند الأطفال، وهي نادرة جدًا عند البالغين.
يسمح قانون أفضل الأدوية للأطفال لعام 2002 لإدارة الغذاء والدواء بطلب الاختبارات التي ترعاها المعاهد الوطنية للصحة لاختبارات الأدوية للأطفال، على الرغم من أن هذه الطلبات تخضع لقيود تمويل المعاهد الوطنية للصحة. تم تقديم تمديدات مدة براءات الاختراع للشركات المصنعة التي أجرت تجارب على الأدوية التي سيتم استخدامها للأطفال. بموجب قانون المساواة في أبحاث طب الأطفال لعام 2003، قام الكونجرس بتقنين سلطة إدارة الغذاء والدواء في إلزام الشركات المصنعة بإجراء تجارب على أدوية الأطفال برعاية بعض الأدوية باعتبارها "الملاذ الأخير" إذا ثبت عدم كفاية الحوافز والآليات الممولة من القطاع العام.

## المحاكمات في المؤسسات الأيرلندية
خلال الستينيات والسبعينيات من القرن العشرين، أجريت سلسلة من التجارب على اللقاحات على 123 طفلاً صغيراً في العديد من المؤسسات السكنية في أيرلندا. أجريت التجارب تحت رعاية باحثين في كلية دبلن الجامعية. وقد كشفت التحقيقات اللاحقة التي أجرتها الحكومة الأيرلندية، بما في ذلك لجنة التحقيق في إساءة معاملة الأطفال، عن نقص واسع النطاق في الوثائق المتعلقة بسير التجارب في المؤسسات وطبيعة أي موافقة مستنيرة، فضلاً عن الفشل في متابعة المشاركين. توقفت تحقيقات اللجنة في هذا المجال بشكل مفاجئ بعد اتخاذ إجراءات قانونية من قبل الباحثين المعنيين.